# Thalheim an der Thur
Thalheim an der Thur (toponimo tedesco; fino al 1878 Dorlikon) è un comune svizzero di 919 abitanti del Canton Zurigo, nel distretto di Andelfingen.

## Monumenti e luoghi d'interesse

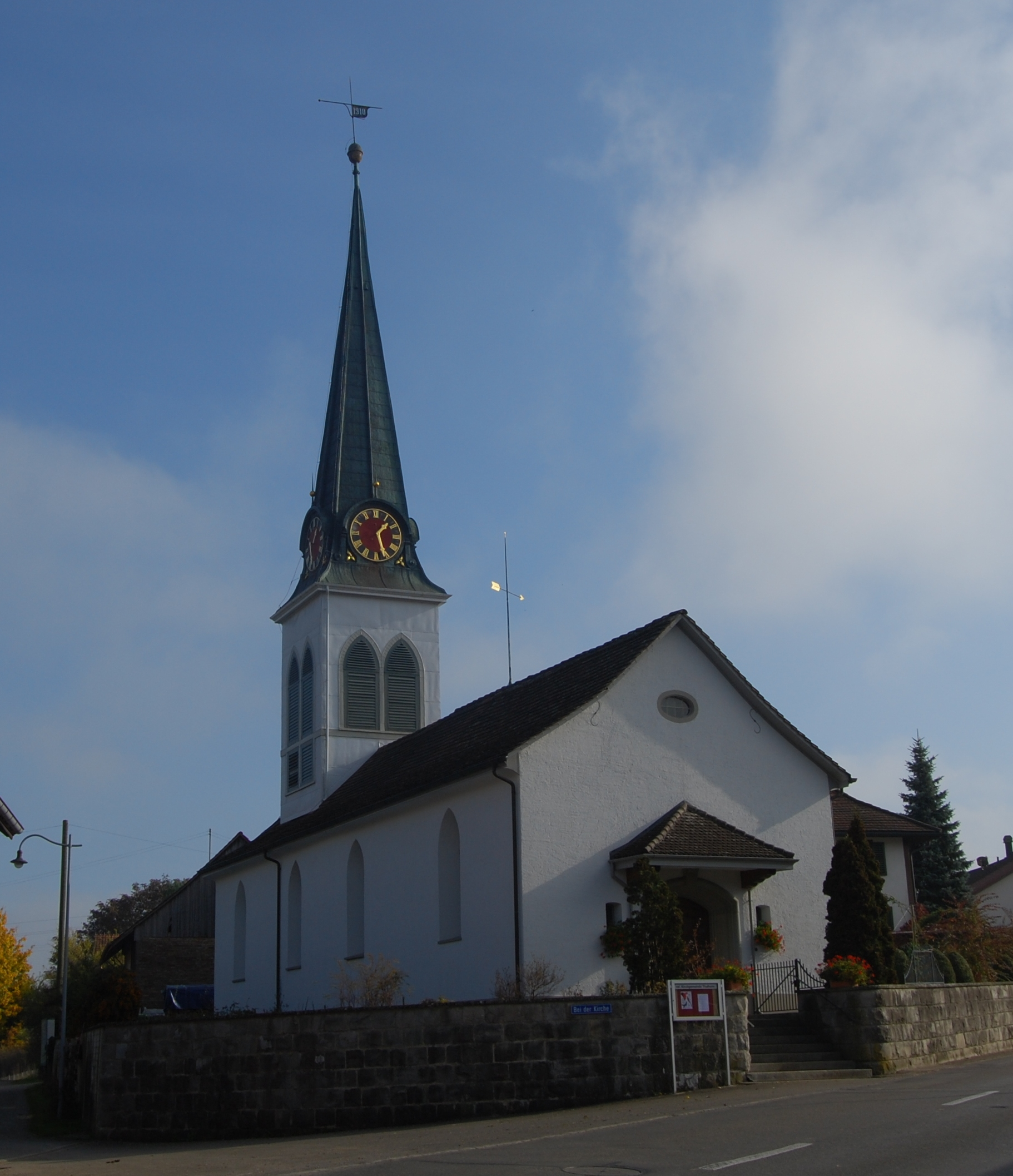
La chiesa di San Martino

- Chiesa riformata di San Martino, attestata dal 1370 e ricostruita nel 1683-1684[1].

## Società

### Evoluzione demografica
L'evoluzione demografica è riportata nella seguente tabella:
Abitanti censiti

## Infrastrutture e trasporti
Thalheim an der Thur è servito dall'omonima stazione sulla ferrovia Winterthur-Etzwilen.

## Amministrazione
Ogni famiglia originaria del luogo fa parte del cosiddetto comune patriziale e ha la responsabilità della manutenzione di ogni bene ricadente all'interno dei confini del comune.